# Антонюк Максим Михайлович
Максим Антонюк (рум. Maxim Antoniuc; нар. 15 січня 1991, Кишинів) — молдовський футболіст, нападник клубу «Шериф».
Виступав, зокрема, за клуби «Зімбру» та «Іскра-Сталь», а також національну збірну Молдови.

## Клубна кар'єра
У дорослому футболі дебютував 2008 року виступами за команду клубу «Зімбру», в якій провів три сезони, взявши участь у 33 матчах чемпіонату.
Своєю грою за цю команду привернув увагу представників тренерського штабу клубу «Іскра-Сталь», до складу якого приєднався 2011 року. Відіграв за клуб з Рибниці наступні два сезони своєї ігрової кар'єри. Більшість часу, проведеного у складі «Іскри-Сталь», був основним гравцем атакувальної ланки команди.
Протягом 2013—2014 років захищав кольори команди клубу «Веріс».
До складу клубу «Шериф» приєднався 2014 року. Відтоді встиг відіграти за тираспольський клуб 3 матчі в національному чемпіонаті.

## Виступи за збірну
У 2013 році дебютував в офіційних матчах у складі національної збірної Молдови. Наразі провів у формі головної команди країни 5 матчів.

## Досягнення
- Чемпіон Молдови (1):

«Шериф»: 2015/16
- Володар Суперкубка Молдови (4):

«Шериф»: 2014, 2015, 2016: «Мілсамі»: 2019
- Володар Кубка Молдови (2):

«Шериф»: 2014/15: «Мілсамі»: 2017/18